# Blackwater Park (Band)
Blackwater Park war eine Berliner Hard-Rock-Band der frühen 1970er Jahre.

## Bandgeschichte
Im Jahr 1970 verließ der Bassist Andreas Scholz aus musikalischen Gründen die Progressive-Rock-Band Murphy Blend, um zu Blackwater Park zu wechseln. Diese engagierten, um auf dem internationalen Markt bestehen zu können, den englischen Sänger Richard Routledge. Im Jahr 1971 konnte das Bandmanagement einen Plattenvertrag mit der BASF aushandeln. Deren Unterstützung für die Band und die Aufnahmebedingungen für das Debütalbum sollen jedoch mangelhaft gewesen sein, so dass Routledge die Band schnell wieder verließ. Blackwater Park arbeiteten in verschiedenen Besetzungen als Liveband weiter, kamen allerdings von ihrer originellen Mischung aus Hard Rock, Bluesrock, Psychedelic Rock und Progressive Rock zugunsten einer kommerzielleren Ausrichtung ab. Mitte der 1970er Jahre löste sich die Band auf. Ihr einziges Album entwickelte sich über die Jahre zu einem Insider-Tipp und Sammlerobjekt. Opeth benannten ihr fünftes Album nach der Band.

## Diskografie
- 1972: Dirt Box